# Зенгер (лунный кратер)
Кратер Зенгер (лат. Saenger) — большой древний ударный кратер в экваториальной области обратной стороны Луны. Название присвоено в честь австрийского учёного-физика в области ракетной техники Ойгена Зенгера (1905—1964) и утверждено Международным астрономическим союзом в 1970 г. Образование кратера относится к нектарскому периоду.

## Описание кратера
Ближайшими соседями кратера являются кратер Эрро на западе-северо-западе; кратер Моисеев на севере; кратер Аль-Хорезми на северо-востоке; кратер Саха на юге и кратер Фокс на юго-западе. На северо-западе от кратера находится Море Краевое. Селенографические координаты центра кратера 4°29′ с. ш. 102°48′ в. д. / 4,49° с. ш. 102,8° в. д., диаметр 74,6 км, глубина 2,8 км.
Кратер имеет полигональную форму и значительно разрушен за длительное время своего существования, очертания кратера слабо различимы на фоне окружающей местности. Своей северной частью кратер перекрывает сателлитный кратер Зенгер B (см. ниже), в свою очередь северо-западная часть кратера Зенгер перекрыта сателлитным кратером Зенгер V, северо-восточная - сателлитным кратером Зенгер D и юго-восточная часть перекрыта сателлитным кратером Зенгер Q. Высота вала над окружающей местностью достигает 1320 м , объем кратера составляет приблизительно 5 100 км³. Дно чаши кратера ровное, без приметных структур.
На западе к кратеру Зенгер прилегает безымянный молодой кратер с яркой системой лучей.

## Сателлитные кратеры
| Зенгер | Координаты                                            | Диаметр, км |
| ------ | ----------------------------------------------------- | ----------- |
| B      | 5°38′ с. ш. 103°19′ в. д. / 5,64° с. ш. 103,32° в. д. | 62,4        |
| C      | 6°15′ с. ш. 104°22′ в. д. / 6,25° с. ш. 104,36° в. д. | 17,9        |
| D      | 5°01′ с. ш. 103°26′ в. д. / 5,02° с. ш. 103,43° в. д. | 23,7        |
| P      | 2°45′ с. ш. 102°05′ в. д. / 2,75° с. ш. 102,09° в. д. | 42,8        |
| Q      | 3°26′ с. ш. 101°58′ в. д. / 3,43° с. ш. 101,97° в. д. | 14,7        |
| R      | 3°24′ с. ш. 100°38′ в. д. / 3,4° с. ш. 100,64° в. д.  | 11          |
| V      | 5°15′ с. ш. 101°55′ в. д. / 5,25° с. ш. 101,92° в. д. | 20,5        |
| X      | 6°23′ с. ш. 102°11′ в. д. / 6,39° с. ш. 102,18° в. д. | 19,7        |

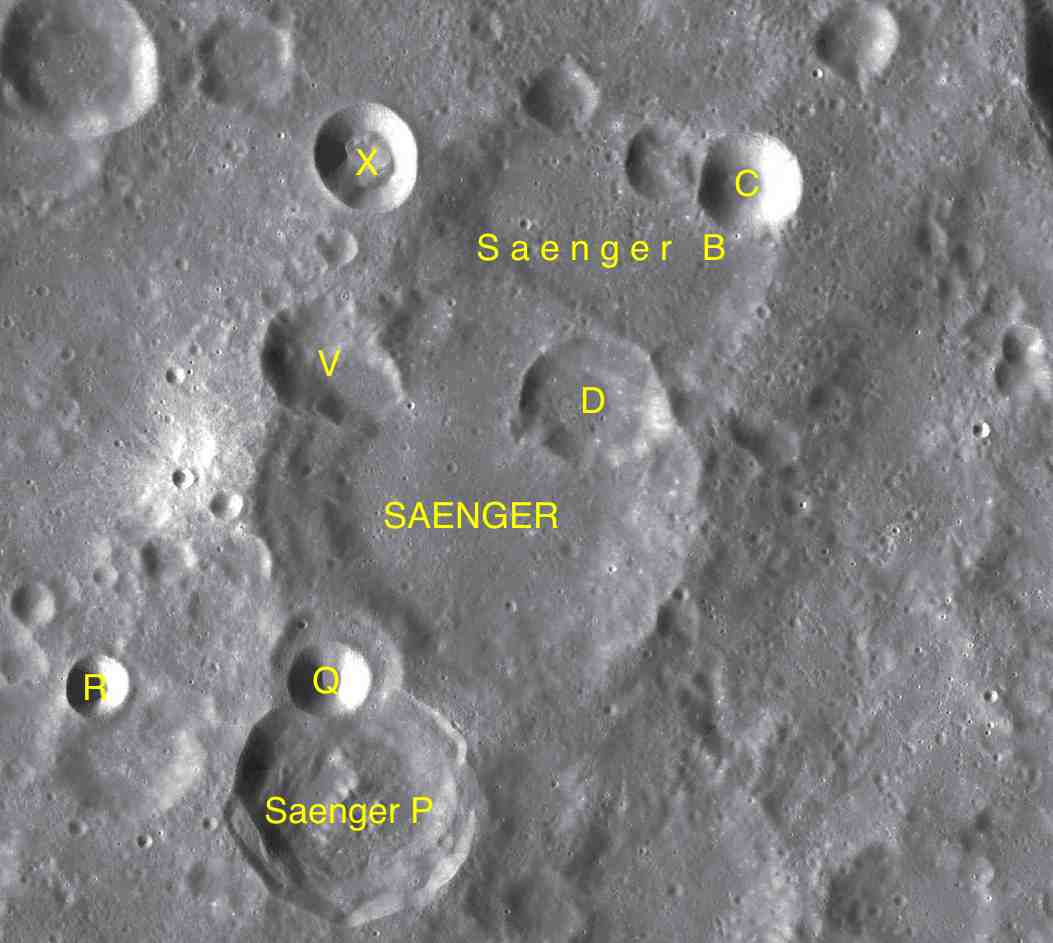
Фрагмент карты LAC-64.

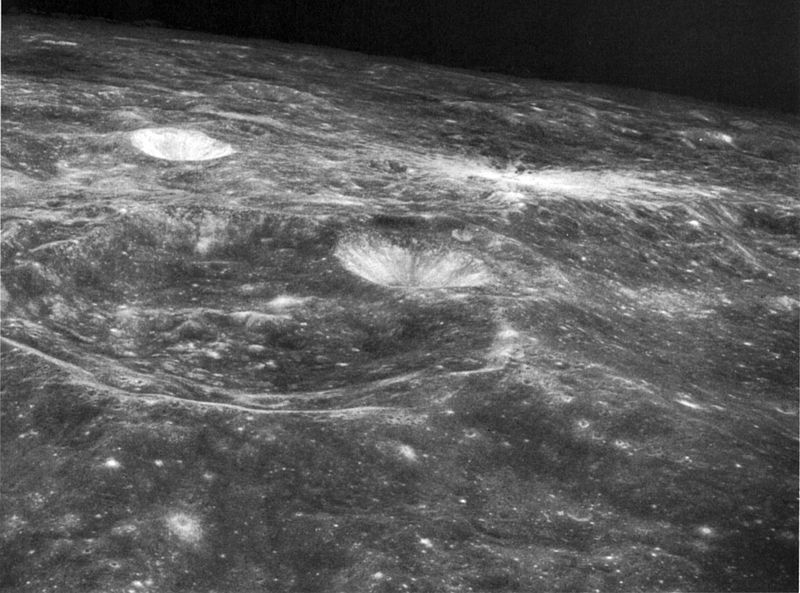
Сателлитный кратер Зенгер P (левее центра). Снимок с борта Аполлона-10.

- Образование сателлитного кратера Зенгер B относится к донектарскому периоду[1].
- Образование сателлитного кратера Зенгер P относится к позднеимбрийскому периоду[1].

## См.также
- Список кратеров на Луне
- Лунный кратер
- Морфологический каталог кратеров Луны
- Планетная номенклатура
- Селенография
- Минералогия Луны
- Геология Луны
- Поздняя тяжёлая бомбардировка